# Música orquestral

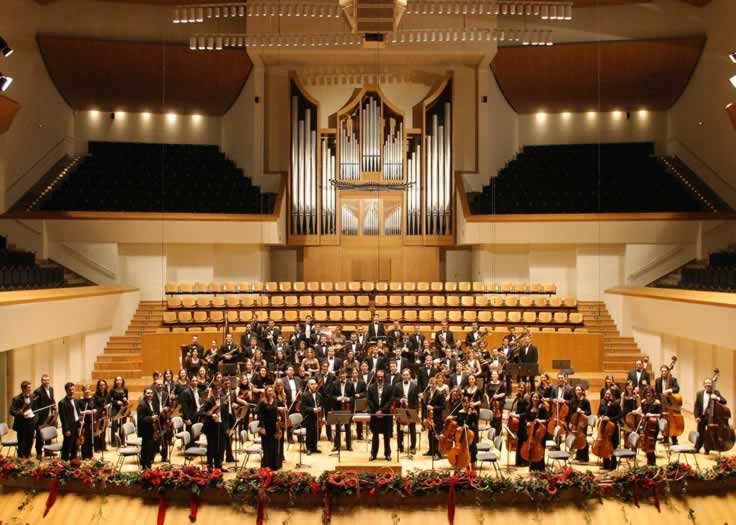
Música orquestral en una sala de concerts

La música orquestral és un gènere musical de la música instrumental consistent, quasi en exclusiva, per composicions o arranjaments musicals creats per a ser interpretats per una orquestra i que tenen el seu lloc habitual o normal d'execució o interpretació és una sala de concerts.
És important fer notar que altres gèneres musicals que també són pensats per a la interpretació orquestral —com poden ser moltes bandes sonores o música per a representacions teatrals o per a ballet— normalment no són considerades realment música orquestral, atès que s'inclouen dins d'altres gèneres com la música per a pel·lícules, la música incidental o la música de ballet, respectivament.
Les formes musicals habituals dins de la música orquestral són la simfonia, el concert o el poema simfònic, sense deixar de banda la suite, etc.
Altres formes musicals com l'obertura operística, tot i que el seu espai original era el teatre d'òpera, ben aviat es va desvincular d'aquesta i es va fer un lloc en el repertori orquestral.